# A.C. Cirino
André Carolus Cirino (Goede Hoop, 20 mei 1929 – Paramaribo,  6 mei 2003) was een Surinaams schrijver en kenner van de inheemse culturen. 
Cirino werd geboren in Goede Hoop, een dorp van moerato-Karaïben (inheemsen vermengd met creolen) aan de Coppenamerivier in het district Saramacca. Hij studeerde landschapsplanning in (sub)tropische landen aan de Landbouwuniversiteit Wageningen. Hij werkte als bestuursopziener voor het Surinaamse district Sipaliwini. A.C. Cirino publiceerde in het Nederlands twee bundels inheemse vertellingen (1970, later herhaaldelijk herdrukt), gebaseerd op de vertelschat van Karaïben en Arowakken. 
Al is er aan de redactie van de Nederlandse vertalingen wel een en ander op te merken, jarenlang waren ze de eerste, uitgebreide collectie van Surinaams-inheemse vertellingen, vastgelegd door iemand met inheemse afkomst. A.C. Cirino schreef onder de naam Jakono Rino (Vriend Rino) jarenlang een column over inheemse culturen in het dagblad De West onder de titel "Geknechte Indianen, geknechte wereld". Hij overleed in Paramaribo.

## Over A.C. Cirino
- Michiel van Kempen, Een geschiedenis van de Surinaamse literatuur. Breda: De Geus, 2003, deel I, pp. 71-72.